# روبرت لاو
روبرت لاو (بالملايوية: Robert Lau Hoi Chew)‏ هو سياسي ماليزي، ولد في 15 سبتمبر 1942 في سيبو في ماليزيا، وتوفي في 9 أبريل 2010 في كوالالمبور في ماليزيا بسبب سرطان الكبد. حزبياً، نشط في Sarawak United Peoples' Party ‏. وقد انتخب عضو ديوان الرعية ‏.